# Seleção Letã de Futebol
A Seleção Letã de Futebol representa a Letônia nas competições de futebol da FIFA.
Nunca se classificou para uma Copa do Mundo, mas alcançou uma façanha, em 2003: obteve uma vaga para a Eurocopa de 2004, primeira competição disputada por uma Seleção dissidente de uma ex-república soviética situada na Europa (excluindo a Seleção Russa).